# 黃智海
黃智海（1875年—1961年），本名慶瀾，字涵之，法名智海，為前清貢生，曾任湖北德安、宜昌知府。曾留學日本，歸國後創辦上海南華書局、上海三育中小學、上海法政學校。曾任上海火藥局局長、上海高級審判廳廳長、浙江溫州甌海道道尹，一度兼任兼任甌海海關總督、寧波會稽道道尹、上海特別市公益局局長。1929年與印光大師等在上海成立弘化社。 黃智海曾獲得大总统特奖、8次各级嘉禾奖章。
黃智海居士在中年皈依佛教，為淨土宗印光大師的弟子，並用淺顯通俗的白話文，講述佛學經典。晚年又將淨土五經寫成白話解釋。中华人民共和国成立后，黄任中国人民救济总会上海分会副主席、上海佛教净业社社长、上海市人民代表会议特邀代表、上海市政协委员。

## 著作
- 《觀無量壽佛經白話解釋》
- 《普賢行願品白話解釋》
- 《阿彌陀經白話解釋》
- 《心經白話解釋》
- 《朝暮課誦白話解釋》
- 《佛法大意白話解釋》
- 《初機淨業指南》
- 《十小咒在說些什麼》
- 《阿彌陀經在說些什麼》
- 《持咒的福樂與功德》
- 《了凡四訓白話篇》